# Peugeot 205

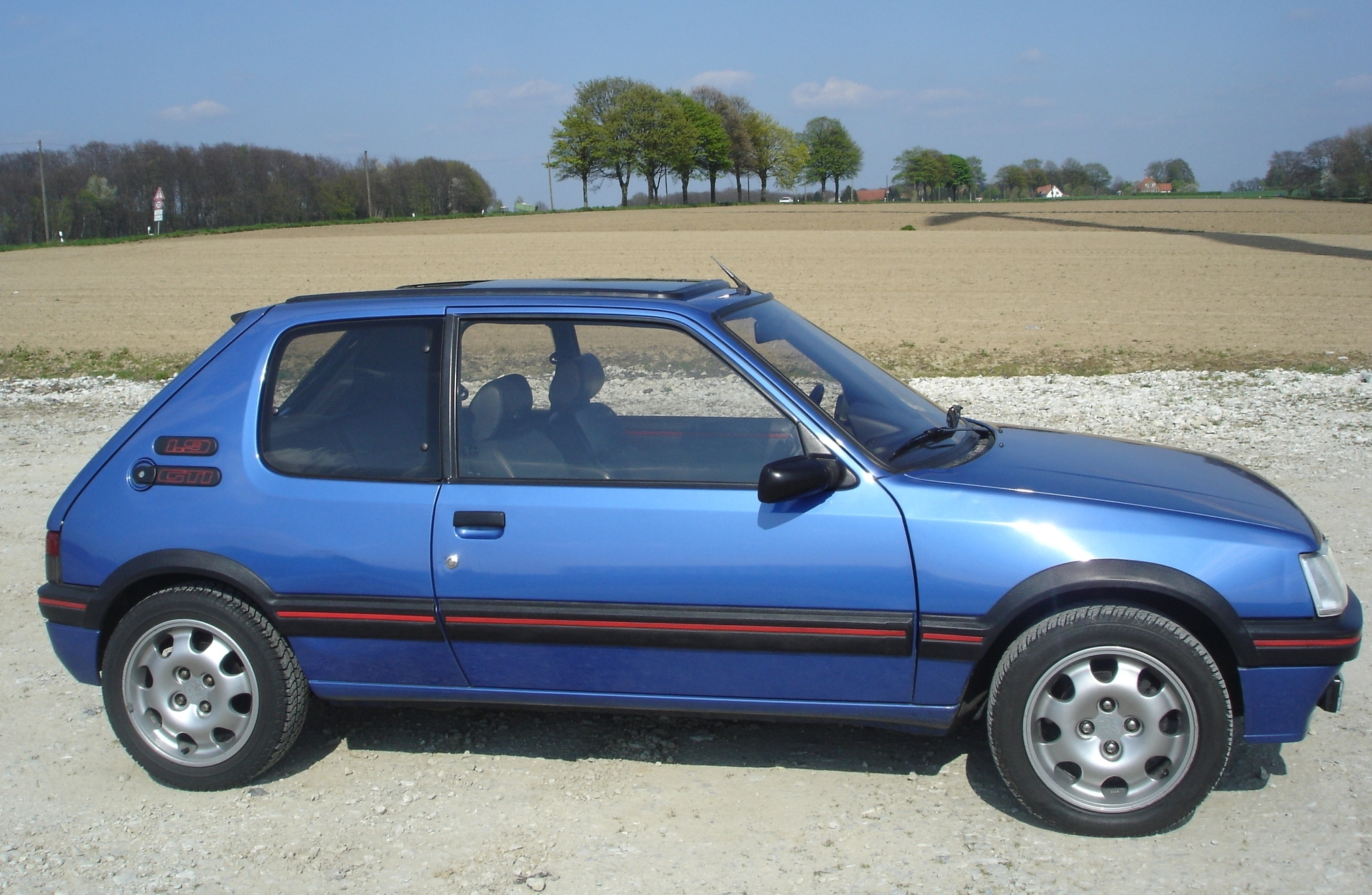
Peugeot 205 GTI

El Peugeot 205 és un automòbil del segment B produït entre 1983 i 1999 pel fabricant francès d'automòbils Peugeot. Llançat en 1983 al mateix temps que el seu model germà, el Turbo 16, el 205 va ser dissenyat per a assumir el doble desafiament de la competitivitat i actuació.

## Història

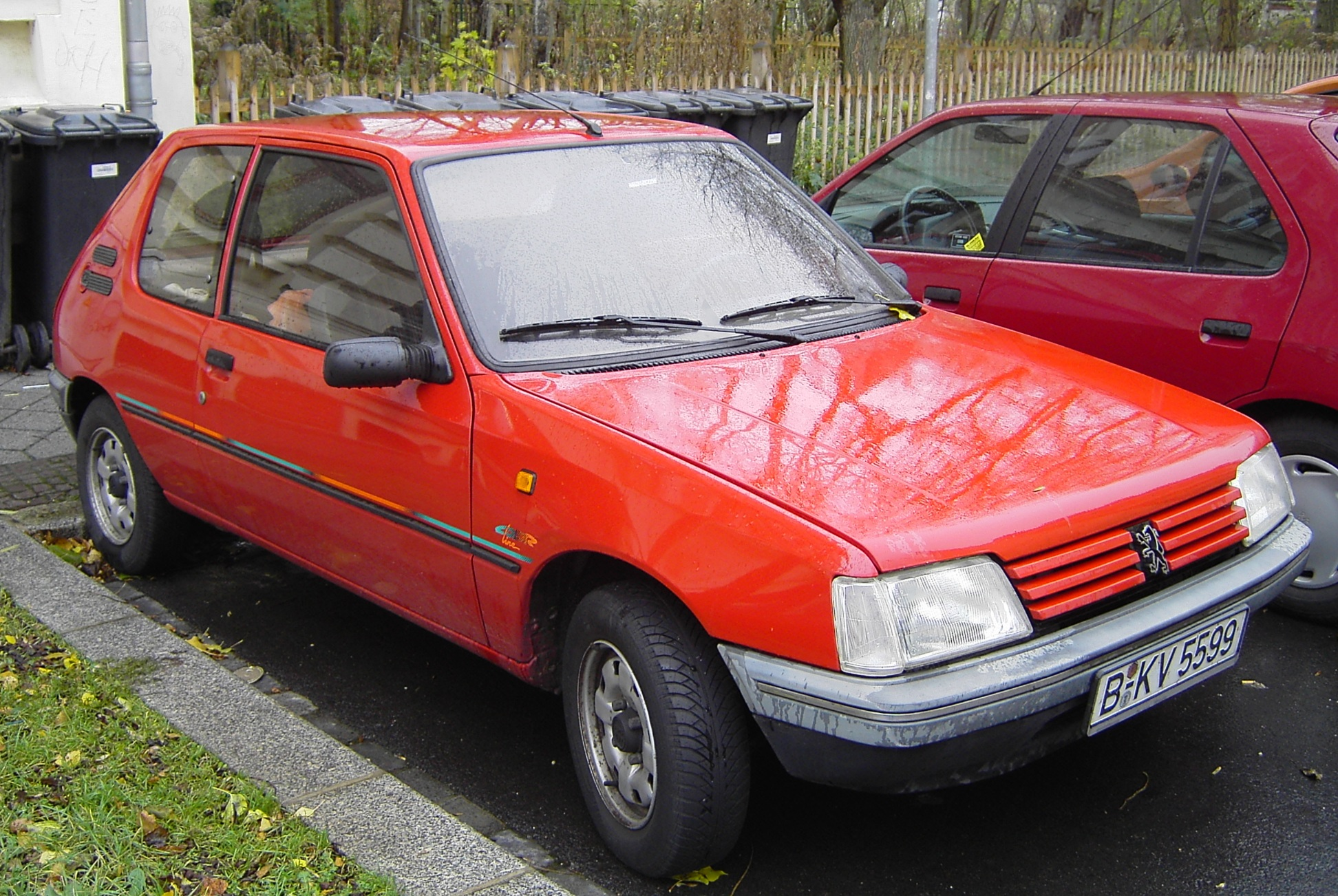
Peugeot 205

Reconegut com un clàssic modern, el 205 ostenta el títol de ser el cotxe que va atraure la fortuna a Peugeot. Abans del 205, Peugeot era considerat el fabricant de vehicles més conservador dels "tres Grans" de França (Citroën, Peugeot i Renault), produint grans berlines, com el 504 i el 505.
La idea del 205 comença en 1978, quan Peugeot compra Simca, que tenia l'experiència necessària a fer vehicles menuts. Els primers 205s francesos usaven el "motor Douvrin" de l'antic Peugeot 104, a pesar que després aquests foren reemplaçats amb els nous motors XU i TU, que van anar de disseny PSA.
A l'estat espanyol, (i en virtut a acords aranzelaris que exigirien una determinada quota de components estatals) les primeres sèries de 205 prèvies a la introducció de motors TU van incorporar motors Simca/Talbot fabricats en la planta de Villaverde (Madrid), on es van ensamblar els 205 espanyols, donant així lloc a models exclusius del panorama espanyol. De fet, el que diferencia el 205 espanyol del francès, en aquesta primera època, és que a l'haver de muntar els motors fabricats a Villaverde, se'ls realitza una modificació al capó en forma d'inflor, ja que aquests motors eren més alts que els francesos i no cabien en el buit del motor. Els Motors d'entre 954 cc a 1905 cc de cilindrada, (1118 cc a 1592 cc a l'estat espanyol, els Simca, de carburadors)) carburador o injecció electrònica gasolina i Dièsel.
Els models Dièsel utilitzaven el motor Dièsel XUD7 de PSA, presentat amb el Citroën VISA. Aquest motor XUD7 té una cilindrada de 1769 cc i està molt relacionat amb els motors XU5 i XU9 que muntaren els BX16 i BX19, així com els motors utilitzats més tard en el 205 GTI 1.6 i en l'Automatic (també 1.6) i GTI 1.9 respectivament (altres productes Peugeot/Citroën PSA, com el 305 i Talbot Horizon també com el BX, usaven el motor Dièsel XUD9 de 1905 cc — la mateixa cilindrada que els motors gasolina 1.9 del 205 GTI 1.9 i del Citroën BX). El motor Dièsel XUD7 (i XUD9) va anar de concepció tan similar als de motor Otto (de gasolina) que molts compradors van optar per tenir les prestacions d'un motor de gasolina combinat amb l'economia del Dièsel.

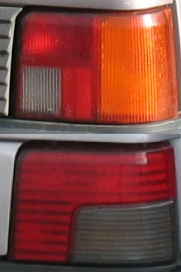
En el requadre superior apareix la primera fase del model, la qual va ser reemplaçada l'any 1991 per la segona fase, que és la qual apareix baix (en alguns països de llatinoamèrica, fou en 1992).

Com dada, és el segon Peugeot més fabricat, després del Peugeot 206 amb producció en diversos llocs (Mulhouse, Sochaux, Poissy i Madrid), aconseguint fins i tot la xifra de 2.500 cotxes al dia, quan la demanda així ho exigia, no obstant això es va deixar de fabricar en 1999. Com curiositat cap destacar que la versió de ral·li en la seva segona i última evolució, el 205 Turbo 16 Évolution 2, aconseguia extreure del seu petit 4 cilindres de 1775cm3 la res menyspreable xifra de 450 CV i uns robustos 50 mkg de parell motor.
En 1991 Peugeot va intentar "jubilar" el 205 amb una oferta més menuda i econòmica: el Peugeot 106; però, encara que aquest model es va vendre molt bé, la gent seguia comprant el veterà 205. Finalment, en 1998 fou substituït pel Peugeot 206.

### Premis
- 1985 i 1986: primer en el campionat del món de Rally amb el 205 Turbo 16 conduïts per Salonen i Kankkunen.
- 1987 i 1988: primer en el París-Dakar (models de llarga distància) conduïts per Ari Vatanen i Kankkunen respectivament.

### Dades
- Nombre de models: 5.213.432
- Gasolina: 4 cilindres. 1.0 - 1.9 litres (1.3 - 1.4 litres comercialitzats en sud-amèrica)
- Dièsel: 4 cilindres : 1.8 litres amb turbo i sense (també existia un motor de 1.9 litres atmosfèric que no se vengué a l'estat espanyol)